# Gammahenfald
Gammahenfald betegner radioaktive henfald af exciterede atomkerner ved udsendelse af gammastråling. Al gammastråling, herunder gammastrålingen fra gammahenfald, betegnes også med det græske bogstav gamma, {\displaystyle \gamma } og består af fotoner, indimellem også kaldet {\displaystyle \gamma }-kvanter.
Gammahenfald er én af i alt tre radioaktive henfaldstyper, de to andre er betahenfald og alfahenfald. 

## Henfaldsprocessen
En atomkerne befinder sig normalt i sin laveste energitilstand som kaldes grundtilstanden. Efter eventuelt et andet radioaktivt henfald, vil nogle kerner befinde sig i højere energitilstande, også kaldet exciterede eller anslåede tilstande. For at kernen kan komme af med sit overskud af energi, kan den udsende en foton. 
I radioaktivt materiale forekommer gammahenfald altså, når en exciteret eller anslået atomkerne afvikler sit energioverskud. I modsætning til alfa- og betahenfald sker der ingen grundstofforvandling under et gammahenfald af radioaktive kerner. Gammahenfald optræder ofte i forbindelse med betahenfald, og gammastrålingen betegnes i den sammenhæng nogle gange som en "rest-stråling". 
Et eksempel på et radioaktivt gammahenfald er henfaldet af en exciteret Barium-137 kerne:
{\displaystyle {}^{1}{}_{56}^{37}{\hbox{Ba*}}\;\to \;{}^{1}{}_{56}^{37}{\hbox{Ba}}\;+\gamma }
| Fysik | Spire Denne artikel om fysik er en spire som bør udbygges. Du er velkommen til at hjælpe Wikipedia ved at udvide den. |